# Проща «Самбір — Зарваниця»

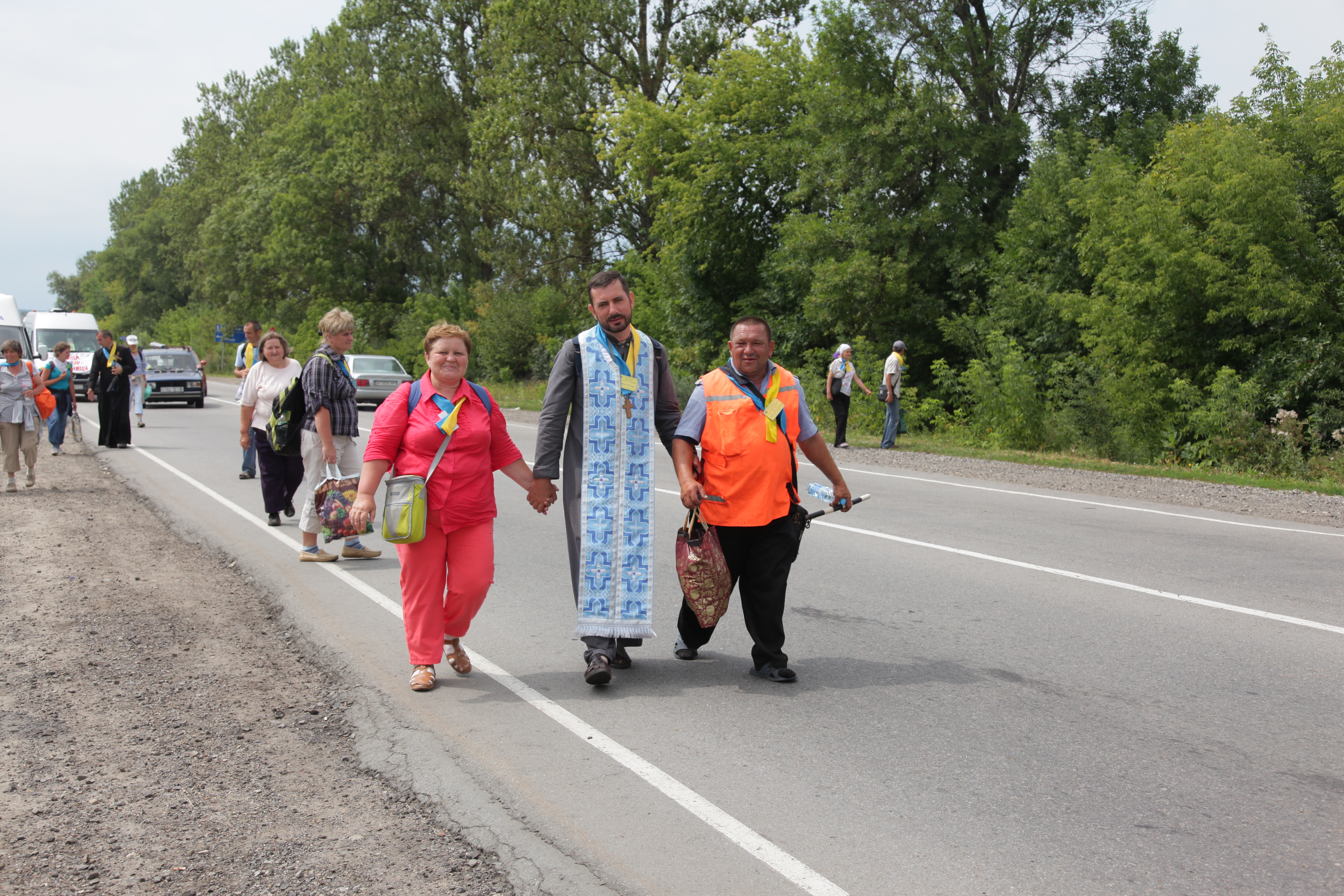

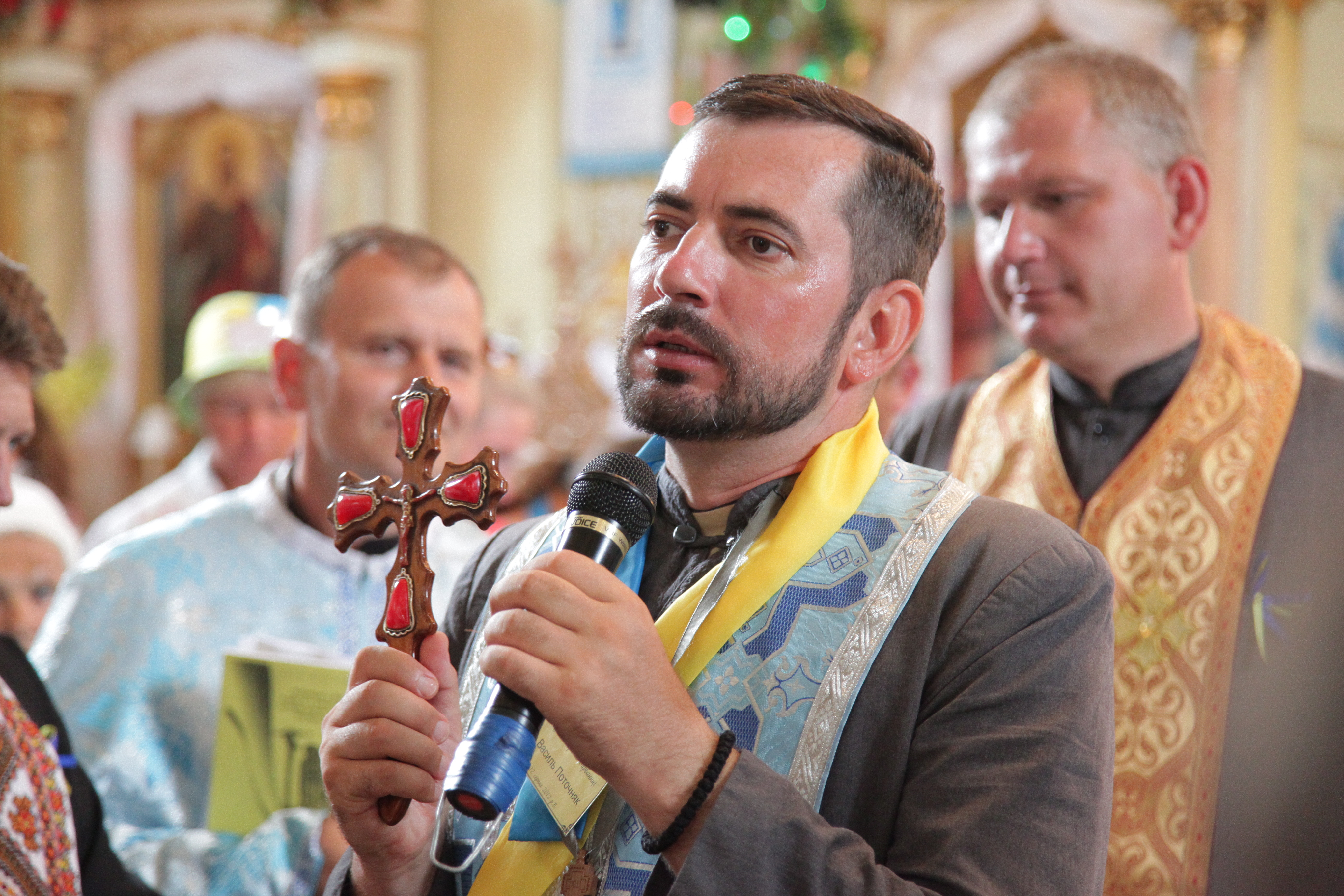

Міжнародна десятиденна піша Проща «Самбір — Зарваниця» — духовне паломництво, яке організовує Пасторально-міграційний відділ у співпраці з «Карітасом» Самбірсько-Дрогобицької єпархії та Міжнародною спільнотою родин мігрантів із Самбора Львівської області до Зарваниці на Теребовлянщині (Тернопільської області).

## Мета прощі

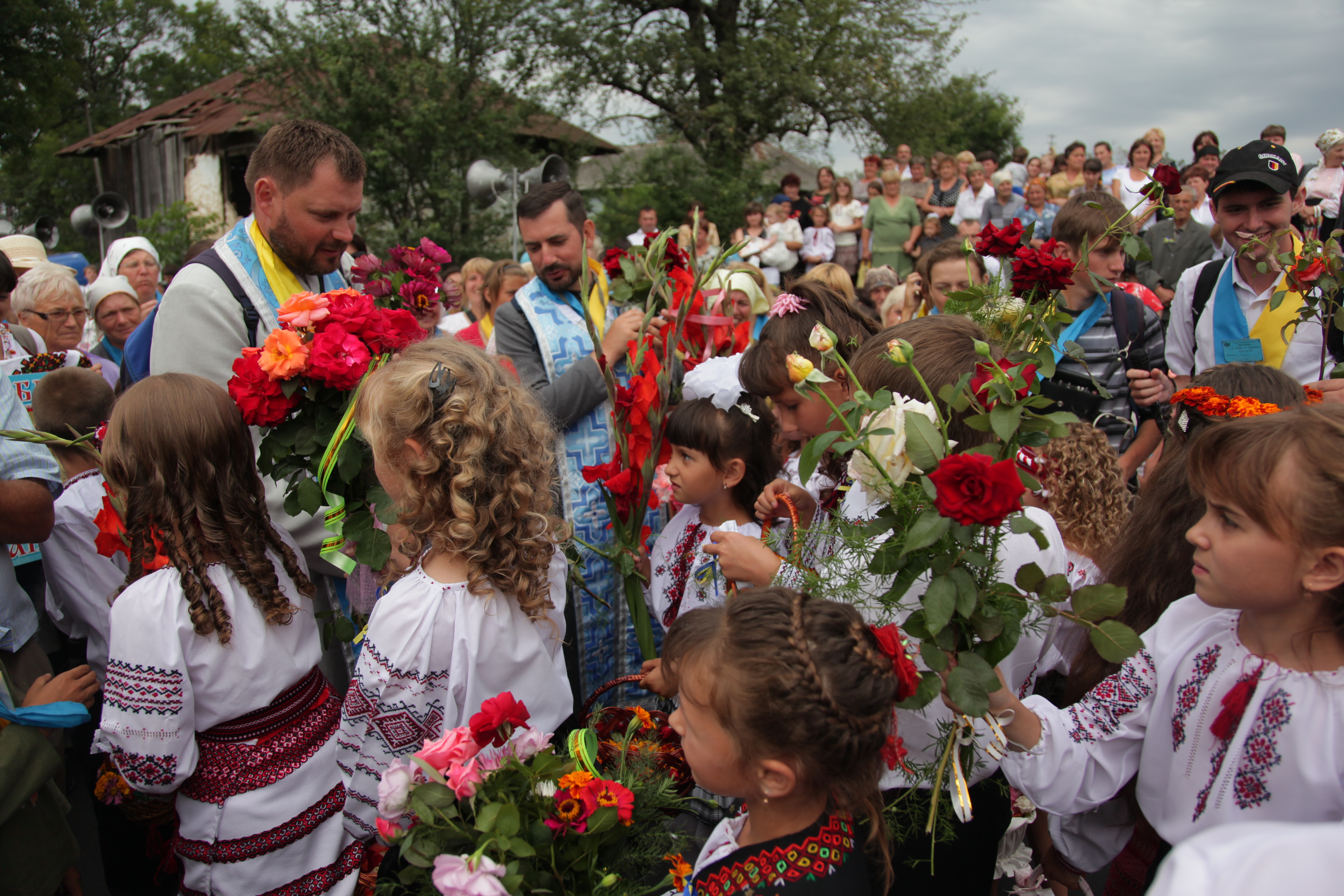

«Перша мета — щоб і похід, і молитва, і праця в групах, і катехиза, і вільний час, і різного роду служіння, одним словом, кожен день, кожна година і кожна хвилина на цій прощі, були жертовництвом на Божу славу. Бо Господь хоче плодити нас уже й тепер, а не тоді, коли ми приготуємося. Друга мета — молитися за мігрантів і їхні родини, які, виїхали за кордон (згідно різних джерел: це понад 5-7 мільйонів українців). І таке враження, що країна до кінця не відчула, що в неї ніби нема частини тіла. Велике значення має, щоб християни про них пам'ятали, щоб ми їх не засуджували, а намагалися зрозуміти й допомогти. Щоб кожен із нас щось зробив для того, щоб об'єднати ті сім'ї, щоб допомогти дітям, які ростуть без батьків, і допомогти адаптуватися тим людям, які хочуть повертатися в Україну», — о. Василь Поточняк, виконавчий секретар Пасторально-міграційного відділу.

## Маршрут прощі
Виходять у Прощу від чудотворної ікони Самбірської Божої Матері — головного престолу храму Різдва Пресвятої Богородиці, яку коронував Святійший Отець Пій ХІ ще 28 серпня 1928 року. Прямують до «малого Люрду» (Зарваниці) — одного із двадцяти духовних світових Богородичних центрів, визнаних Всесвітньою Католицькою Церквою. Прощу завжди благословляють єпископи УГКЦ при виході з Самбора: владика Юліан Вороновський (покійний), владика Ярослав Приріз, єпарх Самбірсько-Дрогобицький, єпископ Йосиф Мілян, голова Пасторально-Міграційного відділу УГКЦ. А також о. Богдан Добрянський, декан Самбірський, о. Ярослав, співробітники, та ін. Дорогою, владики благословляють прочан, зокрема владика Володимир Війтишин, митрополит Івано-Франківський, владика Тарас Сеньків, єпарх Стрийський. У Зарваниці прочан зустрічає та благословляє єпископ Василь Семенюк, митрополит Тернопільський.

## Періодичність прощі

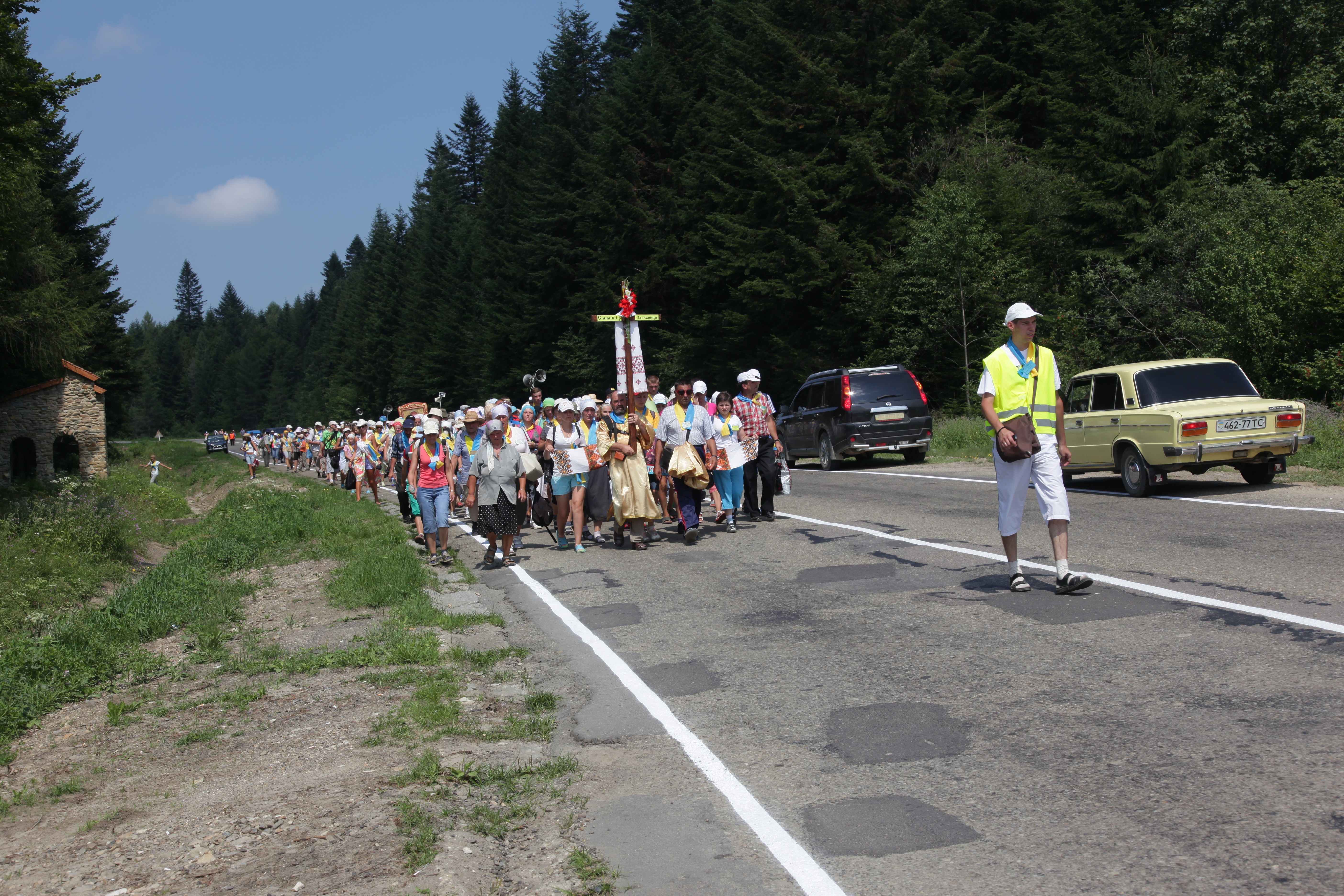

У Міжнародну десятиденну пішу Прощу ходять із 2006 року. Кожного року першої п'ятниці серпня біля храму Різдва Пресвятої Богородиці у Самборі збирається численна кількість людей. У Прощу запрошують мігрантів та їхні родини. Протягом десяти днів моляться і свідчать правду про сучасну трудову міграцію, бо сьогодні на карті світу немає країни, де б не працювали наші співвітчизники. Прочани моляться за український народ, за збереження християнських родин, за відповідальність влади за долю своїх людей. «Господи, рятуй українську родину!» — молитва, з якою вирушають у дорогу. Іти пішою прощею із Самбора у Зарваницю не тільки почесно, але і важко, позаяк «важко віднайти свою вузьку дорогу, яка приведе нас до Бога. Комусь вистачає сокрушена сльоза, а хтось увесь час шукає за Богом, набиваючи гулі і рани, і, може, лише на заході життя Господь дозволить торкнутися Його риз».

## Засновники прощі
Ініціаторами Прощі виступили українські заробітчани м. Болонії (Італія) на чолі з о. Василем Поточняком, тодішнім капеланом болонської церковної громади, які щорічно повертаються на рідну землю і в такий молитовний спосіб дякують Господеві за все, долаючи кожного року 300-кілометрову дорогу. Задум Прощі підтримав отець Ігор Козанкевич, директор Благодійного фонду «Карітас» Самбірсько-Дрогобицької єпархії, духовний опікун реабілітаційного центру «Назарет», який став постійним її учасником та духівником.

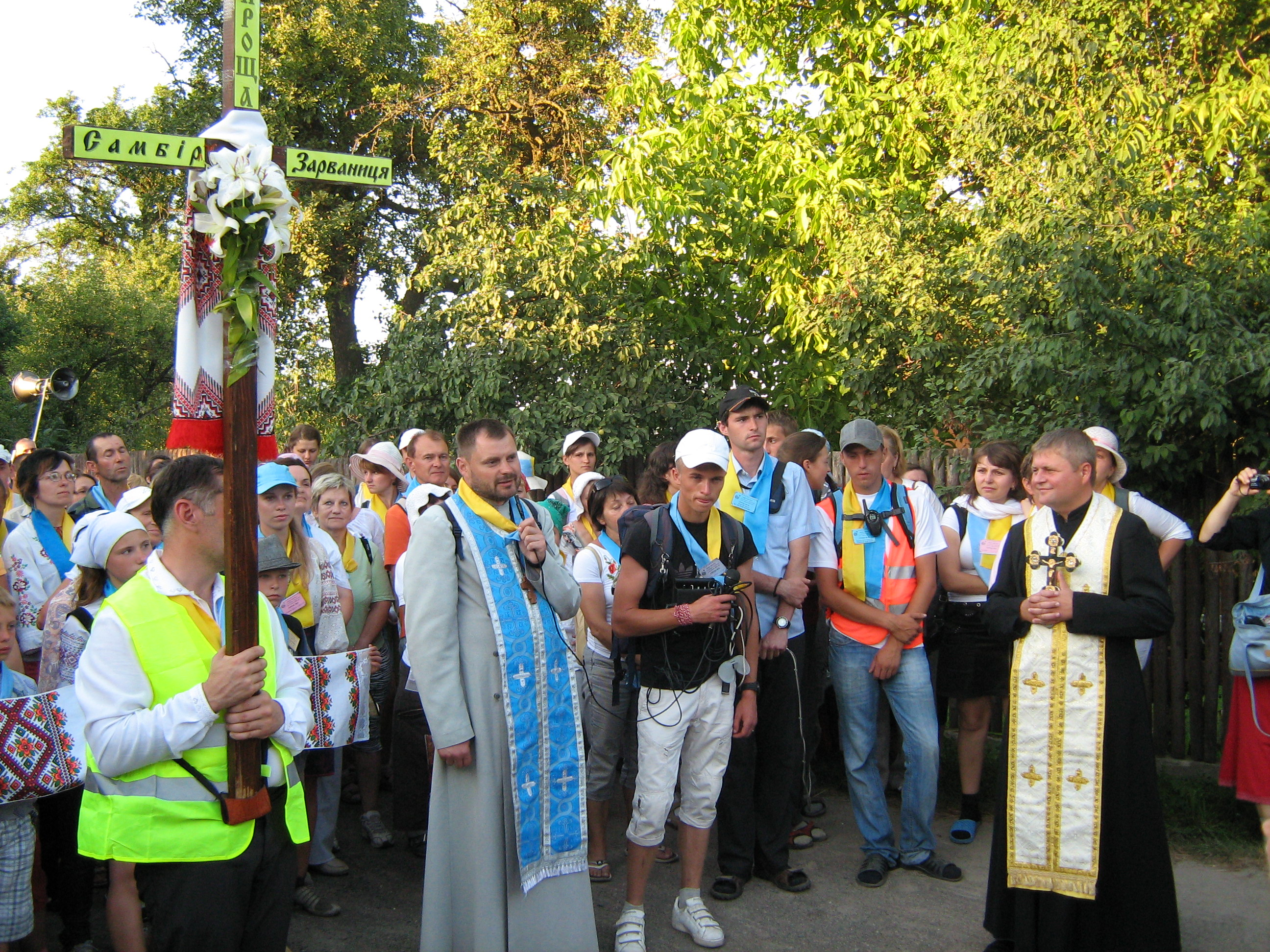

Із 2009 року Прощу організовує Пасторально-міграційний відділ УГКЦ у співпраці з благодійним фондом «Карітас» Самбірсько-Дрогобицької єпархії, спільнотою мирян міста Дрогобича та спільнотою колишніх заробітчан «Пієта» міста Івано-Франківська. Пасторально-міграційний відділ прагне поєднати всі особисті і спільнотні зусилля у служінні потребуючим і в Україні, і за кордоном. Декретом Блаженнішого Любомира (Гузара) від 16 вересня 2008 року для забезпечення і координації у межах його компетенції душпастирської опіки над вірними УГКЦ, які проживають на територіях, де немає її структур, створено Пасторально-місійний відділ Патріаршої курії Української Греко-Католицької Церкви. Постановами Синоду Єпископів Української Греко-Католицької Церкви (11-17 серпня 2013 року) назву «Пасторально-місійний відділ Патріаршої курії УГКЦ» змінено на «Пасторально-міграційний відділ Патріаршої курії УГКЦ».
Духівниками Прощі є о. Василь Поточняк, виконавчий секретар Пасторально-міграційного відділу УГКЦ, о. Ігор Козанкевич, директор Благодійного фонду «Карітас» Самбірсько-Дрогобицької єпархії. Згодом до прочан доєднались о. Мирослав Пронюк, парох села Слобідка Тисменицького деканату Івано-Франківської митрополії УГКЦ, о. Антон Борис, адміністратор парафії Різдва Пресвятої Богородиці м. Козятин Вінницького протопресвітерства Київської єпархії УГКЦ, о. Микола Николин, декан Старосамбірський та ін.

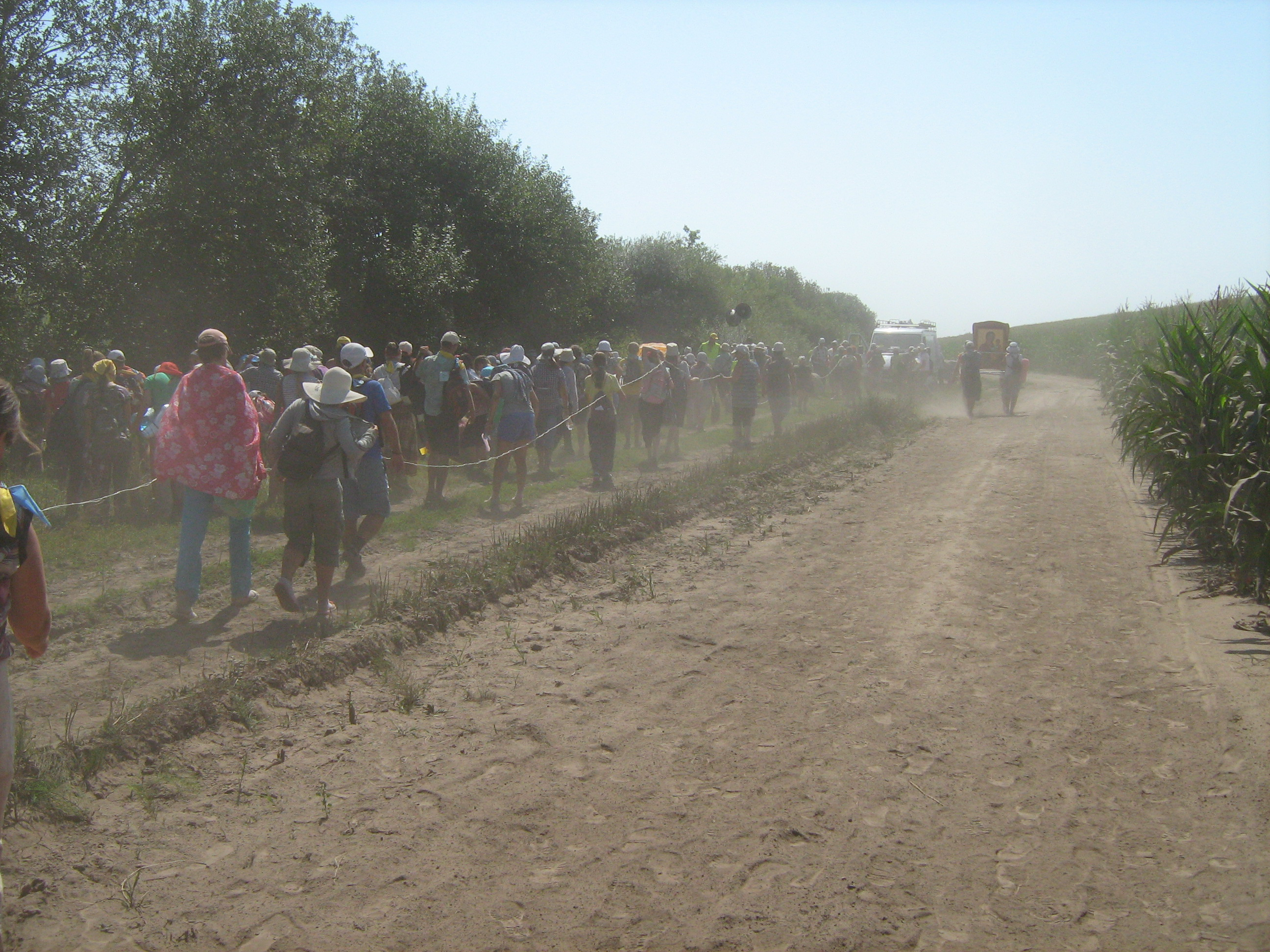

## Духовна програма прощі
Стрижнем духовної програми Прощі щодня є Свята Літургія. Священики з вірними, в часі духовного походу, служать також різноманітні богослужіння — панахида за усопших, святі Літургії за всякі прошення, за з'єднання сімей, Велика Вечірня, Хресна Дорога, уділення св. таїнства Сповіді, Тайни Єлеопомазання і Тайни подружжя, акафіст за узалежнених, молебні, девятиденна вервиця, молитви намірень, Ісусова молитва, тощо, а також, звичайно, щоденні духовні науки та катехизи о. Василя Поточняка, о. Ігоря Козанкевича, о. Андрія Бориса.
Орієнтовна програма Прощі: 7.30-8.30 — св. Літургія; 8.45 — сніданок біля церкви; 9.30 — вихід; 13.30-16:20 — молитва у храмі, обід, праця в групах, зустріч з вірними, вихід; 20.00 — молитва у храмі, вечеря, зустріч з вірними. Для бажаючих — нічні чування.
Дорогою прочани заходять до всіх храмів. Паломництво супроводжує транспорт, де можна отримати першу медичну допомогу, здати багаж тощо. Нічліги будуть по родинах та школах. Харчування організовують парафіяни. Нічліг, харчування в Зарваниці та повернення додому власним коштом.

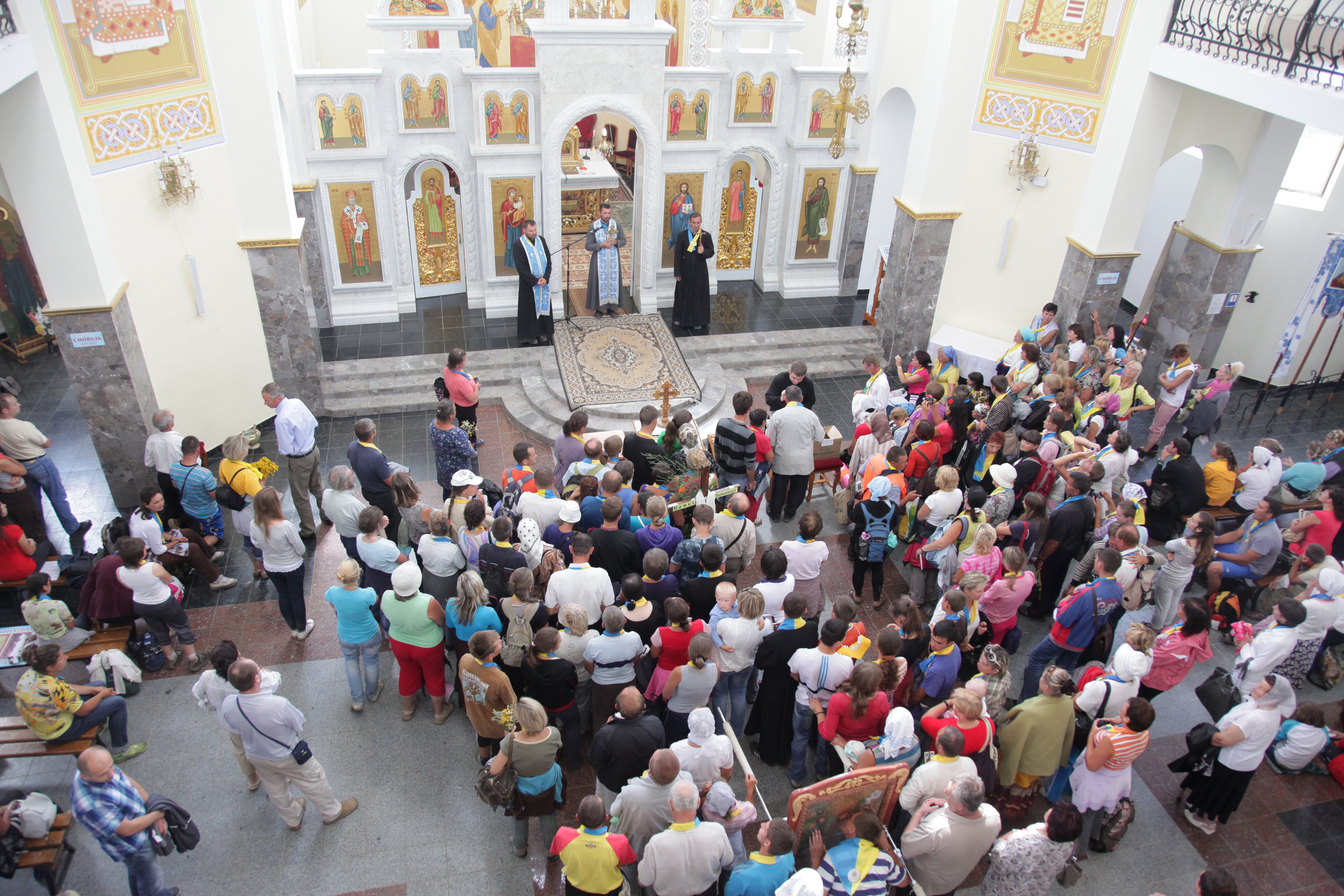

Упродовж Прощі прочани несуть із собою двосторонню ікону, що є давньою історичною галицькою традицією. Ця ікона написана спеціально для цього паломництва. Автор — о. Михайло Олійник, іконописець, (Самбірсько-Дрогобицька єпархія). На одній із сторін зображено Богородицю «Одигітрію», (Путиводительницю), ту, яка веде. На іншій — сюжет втечі Пресвятої Родини у Єгипет, де малий Ісус також був мігрантом, паломником.

## Ритуали прощі
Попереду колони Прощі діти несуть вишитий рушник та ікону Чудотворної Матері Божої.
Маршрут Прощі сприяє максимальному зосередженню на молитві. Краса природи, свіже повітря, спів пташок, легіт вітру, сонце дарують, мабуть, кожному мир, якого багато з тих, котрі ідуть, шукають. Кожного року маршрут пролягає лісами, полями, плавнями, і це сприяє глибокому наставленню до молитви. Прочани кожного року змінюють маршрут свідомо, бо хочуть ділитися з усіма сільськими мешканцями, як щиро зустрічають та приймають їх у дорозі. Через щоденні Літургії у храмах, катехизу і свідчення, яке несе паломництво, твориться ця жива парафія, об'єднана навколо Христа. Щоденна Ісусова молитва, яка «розкодовує серце, робить його чутливим на Слово Боже», є ще однією дуже глибокою можливістю для зустрічі із собою. Щоночі у храмах провадяться чування, на яких моляться за гостинних мешканців місцевості.

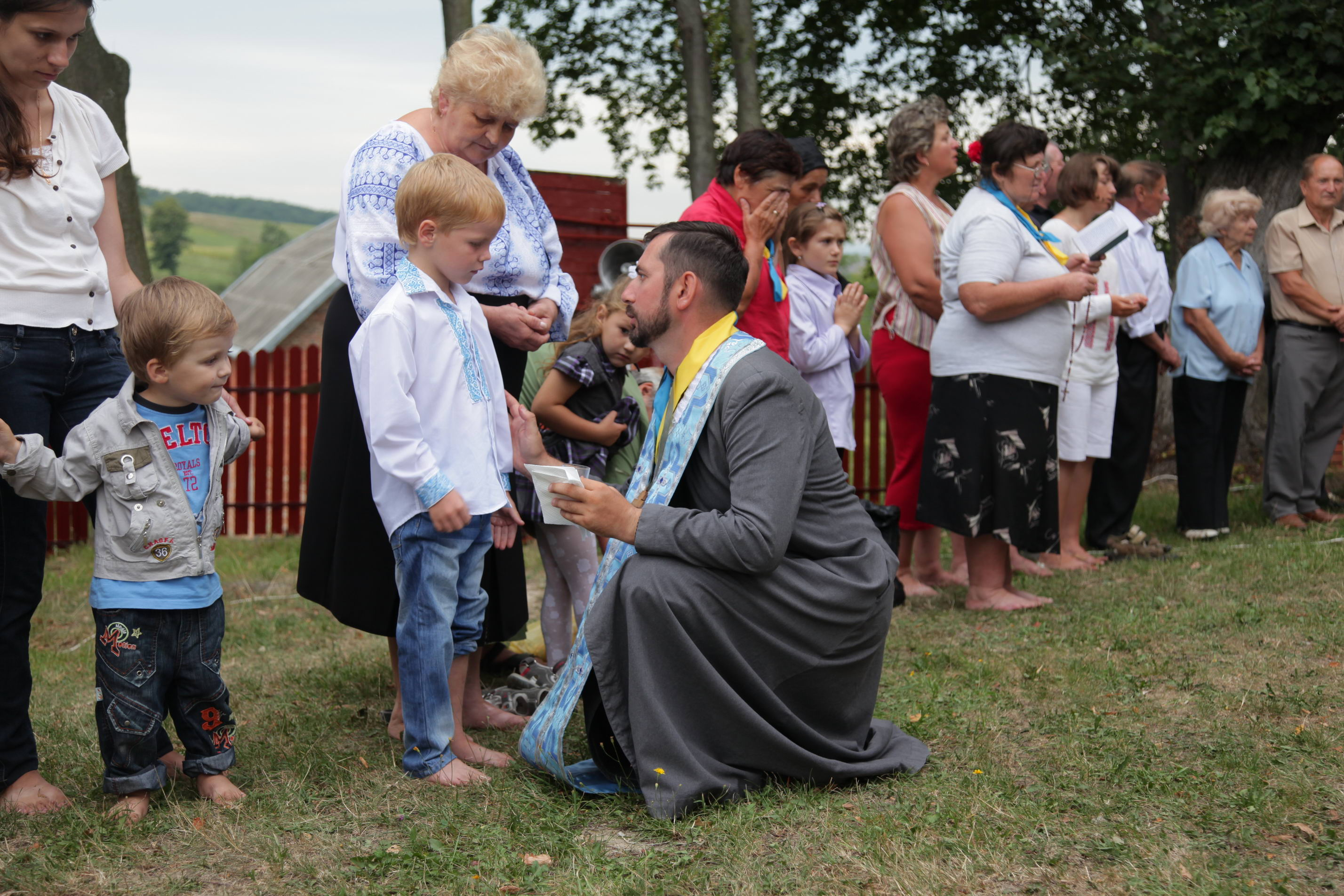

Одним із основних дійств прощі є Таїнство Єлеопомазання. Цей духовний зцілюючий момент наближає паломника до кінцевої мети. Зміцнює тіло та душу тих, хто просить. «У таїнствах Єлеопомазання, Сповіді та Євхаристії, а також на прощі відбувається зцілення любов'ю і вірою. Через Єлеопомазання Бог приходить до нашої душі, а тому так необхідно бути чистими душею. Бог зцілює наше серце. Він хоче ще раз нам пригадати: тебе, дитино, люблять. Дорогі паломники, коли ви відкриєте своє серце через покаяння, наблизитеся до Господа, то, не майте в цьому жодного сумніву, ще сьогодні будете зцілені у вірі в Бога», — наголошує о. Василь Поточняк.
Щороку у програмі Прощі несподіванкою для нових прочан є інсценізація біблійного сюжету ламання хліба. «Жестом — „дайте їм їсти“ — Христос бажає, щоб людина віддала усе, на що надіється», а тому у цьому діленні треба бути уважними, «коли переносимо Божу любов, щоб не додавати свого егоїзму».
Продовженням цієї теми є мандрівка парами, де в одного зав'язані очі. «Спершу хочеться самому приймати рішення і йти вперед, — говорить учасник Прощі, — але відчуваєш потребу — і починаєш довіряти». Цей похід має глибокий сенс як для тих, хто веде, так і для тих, хто є веденим. Кожен має можливість задуматись над тим, що ми у своєму житті часто хочемо відпустити люблячу руку Творця, яка нас тримає. Або, ведучи когось, забуваємо стежити за собою. Інколи, уміючи довіритись, хочемо якомога швидше наблизитись до місця, звідки чути: «Ісусе, Ісусе, Сину Божий, помилуй нас грішних».
Прочанський путівник «Благослови, Господи, путь, що по ній піду!» отримує кожен прочанин. У путівнику є ранішні й вечірні молитви, молебні стихирі до Пресвятої Богородиці, вислови святих отців про молитву, гріх, гордість, мир, піст, покору, віру, надію, любов, подружжя, священ6ництво; головні думки-роздуми щоденних тем для праці в групах, інформація про чудотворну ікону Самбірської Божої Матері та чудотворну ікону Зарваницької Богородиці; найбільш популярні серед паломників духовні пісні і гимни, детальна щоденна програма Прощі, розклад богослужінь та молитовних намірень під час Прощі. На Прощах, де кількість прочан сягає понад три сотні, такий путівник відіграє не лише значну інформативну роль, а й організаційну. Опісля Прощі путівник є навчальним посібником для кожного, хто докладає зусилля для продовження Прощі на щодень.
Велику роль у підготовці Прощі відіграють регулярні зустрічі заробітчан і паломників протягом року, які організовує Пасторально-міграційний відділ УГКЦ. Такі зустрічі формують організаційний стержень Прощі, програму Прощі, забезпечують інформаційне та технічне забезпечення Прощі, постійний контакт із трудовими мігрантами в різних країнах світу, заробітчанами та їх родинами в Україні.
У кожного прочанина у Прощі своя ціль, та єднає всіх молитва. Коли молимось, то стаємо світлішими. А це знак Христової віри.

## Сутність прощі
По-перше, впродовж десяти днів походу є час на все: легко і якісно спілкуватися з Богом, налагодити мир із самим собою, огорнути любовю'ю родичів, друзів, хресних, молодь, усю Церкву і Батьківщину.
По-друге, по-справжньому відпочити: тепле сонечко, рідні краєвиди, відсутні сутність хвилювань за їжу і пиття — все це знімає тягар з плечей бодай у ці благословенні десять днів.
По-третє, відчути, що поруч ідуть твої друзі, на яких можеш надіятися.
Проща до Бога справді гуртує тих, хто прагне єдиної мети: освятитись Божою благодаттю. Так, насправді за увесь цей період нас більше нічого не цікавить (відключені мобілки, не можна відлучатись від колони, час тиші і молитви і тільки деяких 30 хв. під час щоденного духовного походу можна «порозмовляти» на різні теми, все решта — молитва, духовні пісні, катехизи, свідчення віри в Бога, організаційні питання) — тільки те основне і найбільш потрібне — прямувати до Бога! В Україні багато осуду. А осуд руйнує, а не допомагає. Тож християнство треба починати із себе. Хай наша Проща не завершується: ніколи не треба переставати бути прочанами до Бога, приводьмо до Нього людину в її нужді, тільки Бог нас оздоровить!

## Участь військовослужбовців у Прощі
Щорічно у прощі беруть участь десятки християн-військовослужбовців Збройних Сил України. Участь у прощі сприяє духовному очищенню та відродженню військовослужбоців-християн нашої держави.

## Пройдені Прощі
1. 7-16 липня 2006 року — піша Проща у Рік захисту духовного світу дитини і в рамках Всеукраїнської прощі родин за маршрутом: Самбір — Брониця — Дрогобич — Верхні Гаї — Стрий — Лисятичі — Пчани — Залісок — Ходорів — Княгиничі — Рогатин — Підвисоке — Павлів — Бережани — Летятин — Підгайці — Вага — Золотники — Зарваниця. Загальна довжина паломницької дороги 240 км. Із Самбора вирушили 24 паломники, до Зарваниці прийшло 65 прочан. Лазоришин Ігор. Проща до Бога. Дорога християнського покликання із Самбора до Зарваниці
2. 7-16 серпня 2009 р.Б.-Івано-Франківськ: Нова зоря,2010 — 24с.3-12 серпня 2007 року — Проща у Рік молоді в контексті акції УГКЦ «Рух за тверезість» за маршрутом: Самбір — Острів Луки — Градівка — Великий Любінь — Холодновітка — Львів — Винники — Печенія — Погорільці — Боршів — Чемеринці — Кальне — Зборів — Озерна — Козлів — Купчинці — Соснів — Золотники — Зарваниця. Загальна довжина паломницької дороги 260 км. Із Самбора вирушили 82 паломники, до Зарваниці прийшло 115. Лазоришин Ігор. Проща до Бога. Дорога християнського покликання із Самбора до Зарваниці 7-16 серпня 2009 р. Б.-Івано-Франківськ: Нова зоря,2010 — 24с.
3. 1-10 серпня 2008 року — Проща у Рік християнського покликання за маршрутом: Самбір — Калинів — Корналовичі — Гординя — Мала Білина — Велика Білина — Майничів — Волоща — Грушів — Літня — Ріпищі — Меденичі — Криниця — рудники — Пісочне — Черниця — Києвець — Березина — Розділ — Новий Розділ — Березівці — Станківці — Піддністряни — Кам'яне — Ходорів — Вовчатичі — Княгиничі — Васючин — Восересінці — Підмихайлівці — Журів — Чернів — Букачівці — Тенетники — Мартинів — Старий Мартинів — Різдвяни — Німшин — Демешківці — Більшівці — Кокільники — Яблунів — Гнильче — Завалів — Яблунівка — Гринів — Підгайці — Білокриниця — Михайлівка — Котузів — Вишнівчак — Зарваниця. Загальна довжина паломницької дороги 250 км. Із Самбора вирушило 90 паломників, до Зарваниці прийшло 125. Лазоришин Ігор. Проща до Бога. Дорога християнського покликання із Самбора до Зарваниці 7-16 серпня 2009 р. Б.-Івано-Франківськ: Нова зоря,2010 — 24с.
4. 7-16 серпня 2009 року — Проща у Рік християнського покликання з наголосом на священичому покликанні за маршрутом: Самбір — Ралівка — Нагірне — Вільшаник — Черхава — Уріж — Нагуєвичі — Ясениця Сільна — Попелі — Борислав — Трускавець — Стебник — Доброгостів — Уличне — Двголука — Гірне — Любинці — Семигинів — Верхня Лукавиця — Лисовичі — Болехів — Гериня — Гошів — Тяпче — Долина — Оболоня — Креховичі — Брошнів-Осада — Голинь — Пійло — Калуш — Вістова — Боднарів — Бринь — Сапогів — Комарів — Крилос — Залуква — Галич — Тустань — Медуха — Підлісне — Пановичі — Завалів — Волиця — Голгоча — Гвардійське — Зарваниця. Загальна довжина паломницької дороги 245 км. Із Самбора вирушило 183 паломники, до Зарваниці прийшли 290. У Прощі взяли участь паломники із Львівської, Івано-Франківської, Тернопільської, Волинської, Закарпатської і Чернівецької областей України, так і трудові мігранти — колишні чи теперішні — з Італії, Португалії, Австрії, Чехії, Словаччини, Польщі, Росії, Казахстану, Єгипту, Англії, США, Канади, Греції. Загалом кількість паломників у порівнянні з Прощею 2006 року зросла у чотири рази. Середній вік прочан — 45 років; наймолодшому Данилові Корнієнку із Львівщини 7 років, а найстаршій Стефанії Куці із Трускавця 78 років. Лазоришин Ігор. Проща до Бога. Дорога християнського покликання із Самбора до Зарваниці 7-16 серпня 2009 р. Б.-Івано-Франківськ: Нова зоря,2010 — 24с.
5. 6-15 серпня 2010 року — п'ята ювілейна Проща у Рік християнського покликання з наголосом на покликанні до богоповсяченого життя за маршрутом: Самбір — Сіде — Городище — Брониця — Лішня — Дрогобич — Гаї Верхні — Нежухів — Стрий — Верчани — Дашава — Антонівка — Журавне — Старе Село — Цвітова — Лука — Старий Мартинів — Бурштин — Озеряни — Діброва — Світанок — Шумляни — Божиків — Литвинів — Підгайці — Білокриниця — Бронгалівка і Михайлівка — Котузів — Зарваниця. Загальна відстань — 230 км. У Прощі, взяло участь близько 350 мігрантів, їхніх родичів та людей доброї волі із чотирнадцяти країн світу: Італія, Іспанія, Португалія, Росія, Греція, Чехія, Словаччина, США, Австрія, Польща, Німеччина, Швеція, Канада, Франції, Англія, Ірландія та із 7 областей України: Львівської, Київської, Івано-Франківської, Тернопільської, Полтавської, Черкаської та Одеської, також прочани із мм. Києва, Одеси. Серед паломників були також діти, віком від 4,5 до 14 років (близько 35). Наймолодшій учасниці, котра пройшла майже увесь шлях пішки, — 7 років, найстаршій — 79.
6. 5-14 серпня 2011 року — Проща у Рік віри за маршрутом: Самбір − Кульчиці — Корналовичі — Гординя, Дубляни — Залужани — Майничі — Волоща − Зади, Тершаків, Липиці, Колодруби — Мала Горожанка — Сайків − Вербіж − Миколаїв — Верин − Крупсько − Розділ — Березина — Новий Розділ — Гранки — Кути — Горішнє — Бориничі — Чижичі — Девятники − Прибілля — Оришківці — Кнісеро — Нові Стрілища — Старі Стрілища − Кореличі − Бачів — Болотня — Шайбівка − Нараїв − Вербів − Біще — Надрічне — Бишки − Ценів — Олесине — Геленки − Козова — Вівся — Маловоди — Соснів − Надрічне — Золотники − Вишнівчик — Зарваниця. Загальна відстань складає близько 240 км. Щодня паломники долатимуть відстань близько 30 км. У духовному поході, який проходив теренами Львівської, Івано-Франківської і Тернопільської областей, взяли участь 320 прочан із Львівської, Івано-Франківської, Тернопільської, Чернівецької і Волинської областей та міст Києва і Донецька, а також прочани з одинадцяти країн світу — з Італії, Іспанії, Чехії, Казахстану, Росії, Польщі, Білорусі, Ізраїлю, Канади, США та Естонії. Понад 46 % учасників взяли участь у Прощі такого виміру вперше. Найстаршому прочанину виповнився вісімдесят один рік, а наймолодшого — хворого на ДЦП п'ятирічного хлопчика Артура — мама везла у візку, або несла на руках. Участь у паломництві взяла також сліпа 54-річна жінка зі своєю донькою, котра її веде. «Я собі сказала, — говорить жінка, — я зможу — і піду».
7. 3-12 серпня 2012 року — у Рік мирянина за маршрутом: Самбір — Ралівка — Нагірне — Вільшаник — Черхава — Лукавиця — Підбуж — Залокоть — Опака — Східниця — Урич — Підгородці — Крушельниця — Корчин — Верхнє Синьовидне — Труханів — Скелі Довбуша — Бубнище — Тисів — Болехів — Долина — Верхній Струтин — Нижній Струтин — Рожнятів — Рівня — Вербівка — Красне — Росільна — Хмелівка — Глибоке — Старі Богородчани — Лисець — Крихівці — Івано-Франківськ — Тисмениця — Клубівці — Остриня — Олешів — Нижнів — Діброва — Добромишль — Комарівка — Криниця — Ковалівка — Доброводи — Зарваниця. У Прощі йшли паломники з 14-ти країн, зокрема: Чехії, Польщі, Канади, Швеції, Італії, Греції, Росії, Угорщини, США, Білорусі, Голландії, Португалії, Англії та Казахстану. Загалом зареєстровано 315 учасників Прощі. Наймолодшій прочанці — 8 років, найстаршій — 79. Приблизно 85 % паломників — молодь. Десятиденна проща від Самбора до Зарваниці загальною протяжністю 250 км.http://news.ugcc.org.ua/news/rozpochalasya_vii_mіzhnarodna_pіsha_proshcha_mіgrantіv_і_ihnіh_rodin_do_zarvanitsі_63851.html
8. 2 до 11 серпня 2013 року — VIII Проща у Рік віри та присвячена 1025-річчю Хрещення України-Русі за маршрутом: Самбір — Луки — Градівка — Великий Любінь — Оброшино — Львів, церква святого Юра — Виннички — Гаї — Городиславичі — Селиське — Коросне — Унів — Липівці — Пленихів — Чемеринці — Дунаїв — Писарівка — Жуків — Криве — Новосілка — Котузів — Зарваниця. У Прощі беруть участь паломники з дев'яти країн: Чехії, Греції, Нідерландів, Італії, Росії, США, Швеції, Австрії, Словаччини, а також паломники з різних регіонів України, зокрема з Львівської, Івано-Франківської, Тернопільської, Чернівецької, Вінницької, Кіровоградської та Київської областей. Загалом із Самбора вирушило 276 осіб. Двоє учасників VIII Міжнародної пішої прощі мігрантів та їхніх родин взяли шлюб у Зарваниці 10 серпня. Ольга і Дмитро Нановські з-під Бершаді Вінницької області одружилися ще в 1970 році, але не були вінчані. Та паломницька дорога допомогла їм утвердитися в думці про важливість таїнства Вінчання. Подружжя має трьох дітей і онуків. Разом з іншими паломниками вони вирушили на прощу з Самбора до Зарваниці, оскільки Ольга раніше працювала за кордоном.http://news.ugcc.org.ua/news/vladika_yosif_mіlyan__prochanam_nehay_doroga_do_zarvanitsі_bude_pochatkom_vashoi_dorogi_do_zhittya_v_bozі_66866.html
9. 1-10 серпня 2014 року — ІХ Проща пройшла за маршрутом: Самбір — Брониця — Дрогобич — Гаї Верхні — Стрий — Стрілків — Бережниця — Угільня — В.Дідушичі — Малі Дідушичі — Велика Тур'я — Кадобна — Кропивник — Мостище — Копанки — Довпотів — Войнилів — Середнє-Дорогів — Сівка Войнилівська — Старий Мартинів — Мартинів — Дем'янів — Бурштин — Насташине — Конюшки — Бабіхів — Сарники — Світанок — Шумляни — Лози- Слобідка — Божиків — Литвинів — Старе Місто — Підгайці — Сільце — Кутузів — Зарваниця.
10. 14-23 серпня 2015 року — Х Проща за маршрутом: Самбір, Городище, Грушів, Меденичі, Жидачів, Ходорів, Рогатин, Бережани, Підгайці, Золотники, Зарваниця.
11. 5-14 серпня 2016 року — ХІ Проща за маршрутом: Самбір — Ведмежа — Нижні Гаї — Райлів — Верчани — Жирівське — Монастирець — Старий Мартинів — Біланівці — Підлісне — Завадівка — Доброводи — Киданів — Зарваниця.
12. 4-13 серпня 2017 року - ХІІ Проща пройшла територіями Львівської, Івано-Франківської та Тернопільської областей[1].